# Кошолна
Кошолна (на словашки: Košolná) е село в окръг Търнава, Търнавски край, Западна Словакия. Населението му е 854 души.
Разположено е на 170 m надморска височина, на 12 km северозападно от град Търнава. Площта му е 9,59 km². Кмет на селото е Мартин Халакса.